# Virgohamna
Virgohamna (Baie de la Vierge en français) est une petite baie sur la côte nord de l' île Danes, une île au large de la côte nord - ouest du Spitzberg dans l'archipel du Svalbard. La baie porte le nom du SS Virgo, le navire de l'expédition de 1896 de l'ingénieur et explorateur suédois Salomon August Andrée. Virgohamna est situé de l'autre côté du rivage du petit détroit de Smeerenburg, une ancienne station baleinière sur l'île d'Amsterdam à environ 2 kilomètres au nord.

## Histoire

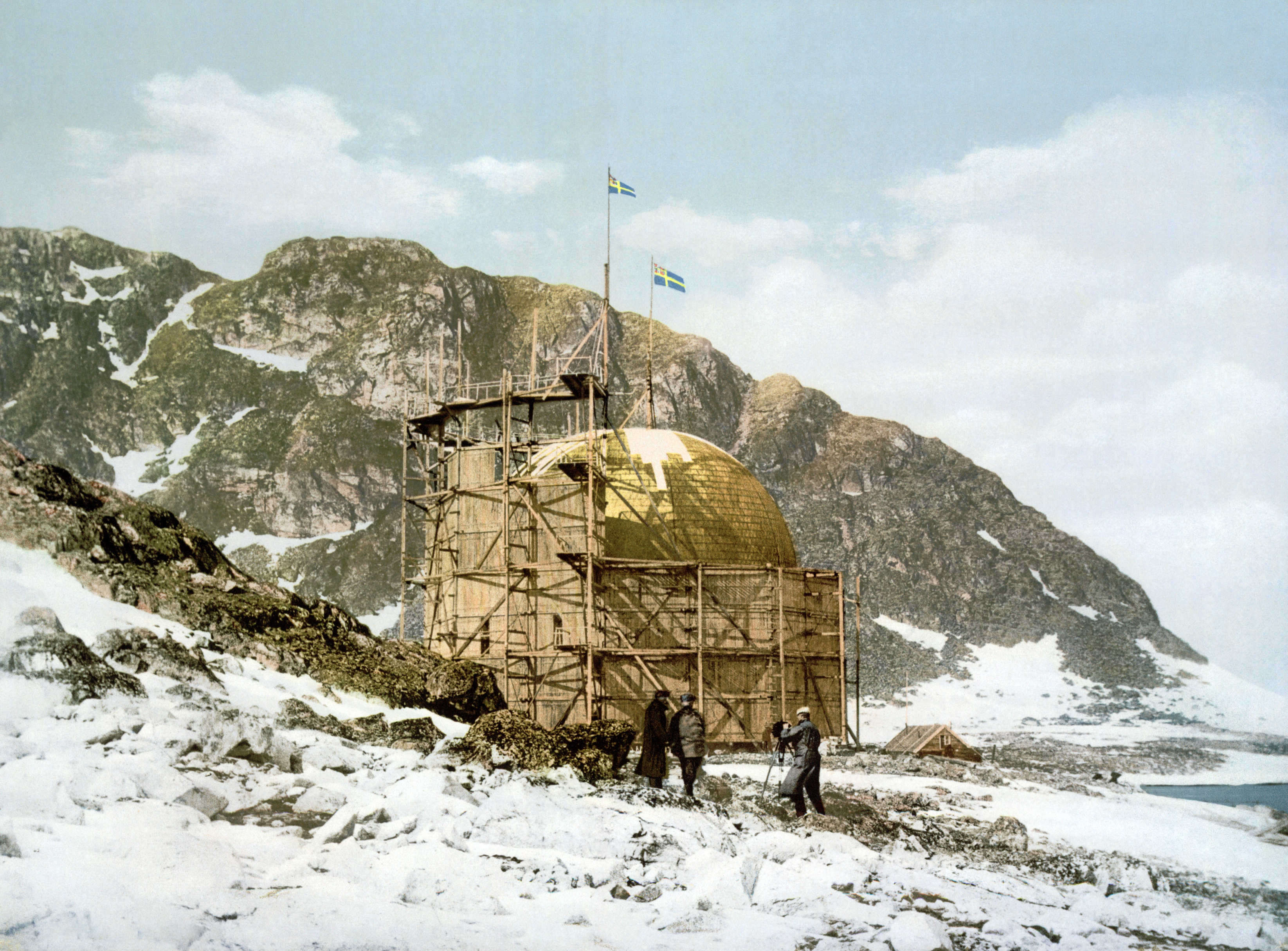
La station d'Andrée sur les rives ouest de Virgohamna, d'après un tirage photochrome (vers 1896-1897).

Les Néerlandais ont été les premiers à utiliser Virgohamna comme base de chasse à la baleine dès 1633 (peut-être plus tôt). Les hivernants hollandais en 1633-1634 l'appelaient "Hucker Bay". En 1636, aucune cabine n'étant disponible le long de la plage de Smeerenburg, la Noordsche Compagnie a établi ce qu'on a appelé plus tard le Harlingen kokerij ("Cuisine de Harlingen"). En 1662, les navires de Harlingen utilisaient peu la station, et les marchands présents offraient à d'autres baleiniers hollandais son utilisation moyennant une certaine redevance. Le chirurgien allemand Friderich Martens visita le camp (alors) abandonnée en 1671, où il trouva quatre bâtiments encore debout, "dont deux étaient des entrepôts, dans les autres ils habitaient". Il y trouva des outils et des barils gelés dans la glace. Des fouilles archéologiques ont permis de retrouver les vestiges de cinq bâtiments et de deux fours doubles appartenant à la gare. Une autre station a été trouvée sur Æøya, une petite île du côté est de la baie nommée d'après les eiders à duvet qui y vivent.
SA Andrée a construit un hangar à ballons à Virgohamna en 1896, dans le cadre de ses tentatives d'atteindre le pôle Nord en ballon. Des vents contraires ont forcé Andrée à rentrer  dès sa première tentative. Il retourna à Virgohamna à l'été 1897 et, au début de juillet, fit une tentative fatale pour atteindre le pôle.
En 1906, l'Américain Walter Wellman construisit un hangar à dirigeables et un camp de base dans la baie pour tenter d'atteindre le pôle en dirigeable. Le hangar n'a été achevé qu'en août, trop tard pour tenter d'atteindre le pôle. Wellman est revenu l'été suivant, et de nouveau en 1909, mais  échoua à deux reprises à atteindre le pôle.

## Remarques
1. ↑  Conway (1904), p. 165.
2. ↑  Dalgård (1962), p. 258-59.
3. ↑  White (1855), p. 23.